# Lichtgeschwindigkeit
Die Lichtgeschwindigkeit {\displaystyle c} ({\displaystyle c} nach lat. celeritas: Schnelligkeit) ist eine fundamentale Naturkonstante. Sie trägt diesen Namen, weil sie in der Physikgeschichte erstmals als Geschwindigkeit des Lichts im Vakuum in Erscheinung trat. Ihr Wert ist ungefähr 300 000 km/s entsprechend 1,08 Mrd. km/h.
Die Lichtgeschwindigkeit spielt eine zentrale Rolle in der speziellen und allgemeinen Relativitätstheorie und stellt einen Zusammenhang zwischen Raum und Zeit her. Sie ist die absolute Grenzgeschwindigkeit im Universum; kausale Zusammenhänge (Ursache-Wirkung-Beziehungen) können sich nicht schneller ausbreiten. Gravitationswellen breiten sich mit Lichtgeschwindigkeit aus.
Licht und andere elektromagnetische Wellen breiten sich im Vakuum ebenfalls mit dieser Geschwindigkeit aus; in einem materiellen Medium wie Luft oder Glas ist die Ausbreitungsgeschwindigkeit geringer und von der Wellenlänge abhängig. Wenn es sich nicht aus dem Zusammenhang ergibt, wird durch Wortzusätze deutlich gemacht, ob die Geschwindigkeit des Lichts im Vakuum oder in einem Material gemeint ist. In beiden Fällen wird das Formelzeichen {\displaystyle c} verwendet; zur Unterscheidung wird für die Lichtgeschwindigkeit im Vakuum auch {\displaystyle c_{0}} geschrieben.
Die Geschwindigkeit materieller Körper (z. B. Elementarteilchen mit Masse) kann sich bei hoher Energiezufuhr der Lichtgeschwindigkeit nähern, sie aber nicht erreichen.
Die Lichtgeschwindigkeit ist eine der Konstanten, über die der Meter und andere SI-Einheiten definiert sind.

## Wert

Zeitgetreue Darstellung eines Lichtstrahls, der von der Erde zum Mond reist; Dauer: etwa 1,3 Sekunden

Der Wert der Lichtgeschwindigkeit beträgt
c = 299 792 458 m/s.
Dieser Wert ist exakt, d. h., er hat keine Messunsicherheit, weil die Maßeinheit „Meter“ seit 1983 so definiert ist, dass die Lichtgeschwindigkeit diesen Wert erhält. Die Lichtgeschwindigkeit ist eine der sieben Konstanten, die seit der Reform von 2019 das Internationale Einheitensystem (SI) definieren.
Zuvor war der Meter als Vielfaches der Wellenlänge eines bestimmten atomaren Übergangs definiert gewesen, und die Lichtgeschwindigkeit war eine experimentell zu bestimmende Größe. Mit dem messtechnischen Fortschritt konnte aber die Lichtgeschwindigkeit präziser bestimmt werden als diese Wellenlänge und damit der Meter selbst. Deshalb beschloss man 1983 diese neue Definition des Meters.

## Physikalischer Hintergrund
Dass es eine universelle Grenzgeschwindigkeit geben muss, ergibt sich aus einem fundamentalen Grundprinzip der Physik, dem Relativitätsprinzip: Die physikalischen Gesetze sind unabhängig vom Bewegungszustand bei gleichförmiger Bewegung. Die ursprüngliche mathematische Beschreibung dieses Prinzips durch die Galilei-Transformation führt mit den Maxwell-Gleichungen der Elektrodynamik zu unauflöslichen Widersprüchen und muss durch die Lorentz-Transformation ersetzt werden. Diese weicht bei hohen Geschwindigkeiten von der einfacheren Galilei-Transformation ab und erfordert, dass es eine Grenzgeschwindigkeit c gibt, die niemals überschritten werden kann.
Albert Einstein erkannte, dass durch diese Grenzgeschwindigkeit Raum und Zeit untrennbar zur Raumzeit verknüpft sind und dass dadurch c die maximale Geschwindigkeit für kausale Zusammenhänge (Ursache-Wirkung-Beziehungen) ist. Kein Signal, keine Information kann schneller übertragen werden. Dies ist die Grundlage seiner speziellen Relativitätstheorie.
Das Relativitätsprinzip erzwingt, dass die maxwellschen Gleichungen der Elektrodynamik genau dieses c als Parameter enthalten, und als Konsequenz pflanzen sich elektromagnetische Wellen mit genau dieser Geschwindigkeit fort. Ihre Geschwindigkeit hängt dabei nicht von der Geschwindigkeit der Lichtquelle ab, und unabhängig vom Bewegungszustand des zu ihrer Messung verwendeten Empfängers wird stets derselbe Wert der Lichtgeschwindigkeit gemessen. Massebehaftete Teilchen können sich nur mit geringerer Geschwindigkeit v < c bewegen; für masselose Teilchen hingegen ist c die einzig mögliche Geschwindigkeit.
Aus der speziellen Relativitätstheorie und den Experimenten in Kern- und Elementarteilchenphysik ergibt sich weiterhin, dass Energie und Masse über die Beziehung E0 = mc2 verknüpft sind. Diese Äquivalenz wäre bei unendlicher Lichtgeschwindigkeit unmöglich.
In Einsteins Allgemeiner Relativitätstheorie spielt c ebenfalls eine zentrale Rolle. Die Wirkung der Gravitation breitet sich mit dieser Geschwindigkeit aus.
Die Bezeichnung „Lichtgeschwindigkeit“ ist insofern unglücklich gewählt, als sie von der fundamentalen Bedeutung dieser Naturkonstante für Raum, Zeit und Kausalität ablenkt. Die Ausbreitungsgeschwindigkeit des Lichts ist letztlich nur eine der Konsequenzen daraus. Überdies wird als „Lichtgeschwindigkeit“ auch die Geschwindigkeit des Lichts in materiellen Medien bezeichnet, die geringer ist als im Vakuum. Zur Vermeidung von Missverständnissen bezeichnet man die Naturkonstante daher auch als „Vakuumlichtgeschwindigkeit“, mit dem Symbol c0.

## Geschwindigkeit elektromagnetischer Wellen
Aus den Maxwell-Gleichungen folgt, dass elektrische und magnetische Felder schwingen können und dabei Energie durch den leeren Raum transportieren. Dabei gehorchen die Felder einer Wellengleichung, ähnlich der für mechanische Wellen und für Wasserwellen. Die elektromagnetischen Wellen übertragen Energie und Information, was in technischen Anwendungen beispielsweise für Radio, Radar oder Laser genutzt wird.

### Ausbreitungsgeschwindigkeit im Vakuum
Die Geschwindigkeit von ebenen oder kugelförmigen elektromagnetischen Wellen im Vakuum ist den Maxwell-Gleichungen zufolge der Kehrwert der Wurzel des Produkts der elektrischen Feldkonstanten {\displaystyle \varepsilon _{0}} und der magnetischen Feldkonstanten {\displaystyle \mu _{0}\colon }
{\displaystyle c={\frac {1}{\sqrt {\varepsilon _{0}\,\mu _{0}}}}}
Aus dieser Formel berechnete Maxwell 1865 mit den damals bekannten Werten für {\displaystyle \varepsilon _{0}} und {\displaystyle \mu _{0}} den Wert von {\displaystyle 310\,740\;{\text{km/s}}} und folgerte:

„The agreement of the results seems to show that light and magnetism are affections of the same substance, and that light is an electromagnetic disturbance propagated through the field according to electromagnetic laws.“

Maxwells Annahme ist in allen Beobachtungen an elektromagnetischer Strahlung bestätigt worden.

### Ausbreitungsgeschwindigkeit in einem Medium
In einem Medium werden die beiden Feldkonstanten durch das Material geändert. An die Stelle der Feldkonstanten treten die Permittivität
{\displaystyle \varepsilon =\varepsilon _{0}\varepsilon _{\mathrm {r} }}
und die magnetische Permeabilität
{\displaystyle \mu =\mu _{0}\mu _{\mathrm {r} }}.
Hierbei ist der Faktor {\displaystyle \varepsilon _{\mathrm {r} }} Permittivitätszahl (früher „relative Permittivität“) und {\displaystyle \mu _{\mathrm {r} }} die Permeabilitätszahl (früher „relative Permeabilität“). Beide hängen nicht nur von der Art des Stoffes ab, sondern unter anderem auch von der Frequenz der wirksamen Felder.
Die Lichtgeschwindigkeit im Medium ist dementsprechend
{\displaystyle c_{\text{Medium}}={\frac {1}{\sqrt {\varepsilon \,\mu }}}={\frac {c}{\sqrt {\varepsilon _{\mathrm {r} }\,\mu _{\mathrm {r} }}}}={\frac {c}{n}}}.
Das Verhältnis der Lichtgeschwindigkeit in Vakuum zu der in einem Medium ist der Brechungsindex {\displaystyle n} des Mediums. Der Zusammenhang des Brechungsindex mit der Permittivitätszahl und der Permeabilitätszahl heißt auch maxwellsche Relation:
{\displaystyle n={\frac {c}{c_{\text{Medium}}}}={\sqrt {\varepsilon _{\mathrm {r} }\,\mu _{\mathrm {r} }}}}.
In Materie ist {\displaystyle n>1}, das Licht also langsamer als im Vakuum.
In bodennaher Luft ist die Ausbreitungsgeschwindigkeit von Licht etwa 0,28 ‰ geringer als im Vakuum (also ca. 299.710 km/s; n = 1,00028), in Wasser beträgt sie etwa 225.000 km/s (0,75 c, n = 1,33) und in Diamant bis hinab zu 124.000 km/s (0,41 c, n = 2,42). Da der Brechungsindex sich mit der Frequenz der Felder ändern kann, ist auch die Ausbreitungsgeschwindigkeit des Lichts von seiner Frequenz bzw. Wellenlänge abhängig. Dies bezeichnet man als Dispersion.
In manchen Medien wie Bose-Einstein-Kondensaten oder photonischen Kristallen herrscht für bestimmte Wellenlängen eine sehr große Dispersion. Licht breitet sich in ihnen deutlich verlangsamt aus. So konnte die Forschungsgruppe der dänischen Physikerin Lene Hau im Jahr 1999 Licht auf eine Gruppengeschwindigkeit von ungefähr 17 m/s bringen.

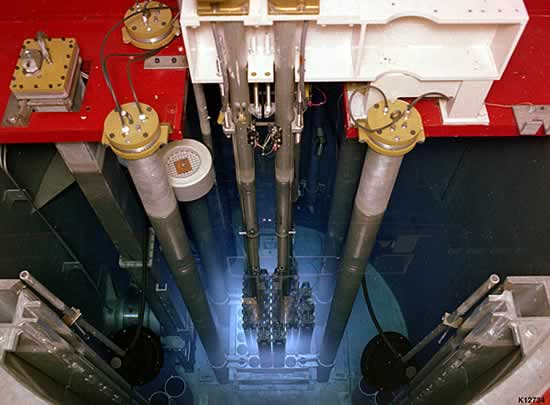
Tscherenkow-Licht eines Triga-Reaktors

Grenzen zwei durchsichtige Medien aneinander, so bewirkt die unterschiedliche Lichtgeschwindigkeit in beiden Medien die Brechung des Lichts an der Grenzfläche. Da die Lichtgeschwindigkeit im Medium auch von der Wellenlänge des Lichtes abhängt, wird Licht unterschiedlicher Farbe unterschiedlich gebrochen, und weißes Licht spaltet sich in seine unterschiedlichen Farbanteile auf. Dieser Effekt lässt sich z. B. mit Hilfe eines Prismas direkt beobachten.
In einem Medium können Teilchen schneller sein als das Licht im gleichen Medium. Wenn sie elektrisch geladen sind, wie etwa Elektronen oder Protonen, tritt dabei der Tscherenkow-Effekt auf: Die Teilchen strahlen Licht ab, so wie ein überschallschnelles Flugzeug den Überschallknall hinter sich her schleppt. Dies ist beispielsweise in Schwimmbadreaktoren beobachtbar, bei denen sich Wasser zwischen den Brennelementen befindet. Die Betastrahlung der Spaltprodukte besteht aus Elektronen, die schneller sind als die Lichtgeschwindigkeit im Wasser. Das von ihnen abgegebene Tscherenkow-Licht lässt das Wasser blau leuchten. Der Tscherenkow-Effekt wird in Teilchendetektoren zum Nachweis schneller geladener Teilchen verwendet.

### Technische Bedeutung
Information in Telekommunikationsanlagen breitet sich mit 70 % (Glasfasern) bis 100 % (Vakuum, Weltraum, praktisch auch Luft) der Lichtgeschwindigkeit aus. Dadurch entstehen Verzögerungszeiten, die sich nicht vermeiden lassen. Entlang der Erdoberfläche beträgt der maximale Abstand zweier Orte etwa 20.000 km. Dies entspricht bei voller Lichtgeschwindigkeit 67 ms Laufzeit. Dies ist die geringstmögliche Verzögerung zwischen Aussendung und Empfang. Durch Reflexionen an atmosphärischen Schichten legen Funkwellen effektiv eine längere Strecke zurück, was die Verzögerung größer ausfallen lässt.
Beim Entwerfen von integrierten Schaltkreisen sind die Laufzeiten der elektrischen Signale nicht vernachlässigbar. Wenn ein Mikroprozessor mit einer Taktfrequenz von 3 GHz arbeitet, dauert ein Takt 1⁄3 ns. In dieser Zeit legt Licht im Vakuum gerade einmal 10 cm zurück und ein Signal im Schaltkreis typischerweise 5 cm.
Geostationäre Satelliten befinden sich 35.786 km über dem Äquator. Um auf Telefon- oder Fernsehsignale auf diesem Weg eine Antwort zu erhalten, muss das Signal mindestens 144.000 km zurückgelegt haben: vom Sender zum Satelliten, dann zum Empfänger, anschließend den gleichen Weg zurück. Diese Laufzeit beträgt etwa 480 ms und bedeutet damit eine spürbare Verzögerung.
Raumsonden befinden sich an ihren Zielorten oft viele Millionen oder sogar Milliarden Kilometer von der Erde entfernt. Selbst mit Lichtgeschwindigkeit sind die Funksignale mehrere Minuten bis Stunden zu ihnen unterwegs. Die Antwort zurück zur Erde braucht noch einmal die gleiche Zeit. Extraterrestrische Fahrzeuge wie zum Beispiel der Mars-Rover Opportunity müssen daher selbsttätig steuern und Gefahren erkennen können, denn die Bodenstation kann erst Minuten später auf Beobachtungen und Zwischenfälle reagieren.

## Geschwindigkeit der Gravitation
Wenn eine Masse ihre Position ändert, ändert sich auch ihre Anziehungskraft an entfernten Orten. Bei Beschleunigung von Massen werden Gravitationswellen abgestrahlt. Diese Auswirkungen breiten sich mit Lichtgeschwindigkeit c aus. Im Gegensatz zu elektromagnetischer Strahlung bleibt diese Ausbreitungsgeschwindigkeit bei Durchqueren von Materie unverändert.
Nach dem direkten Nachweis von Gravitationswellen konnte diese Voraussage der Allgemeinen Relativitätstheorie mit hoher Präzision bestätigt werden. Eine Analyse des Ereignisses GW170817 im Jahr 2017 zeigte, dass die relative Abweichung von der Geschwindigkeit elektromagnetischer Strahlung höchstens zwischen -3e-15 und +7e-16 liegen kann.

## Lichtgeschwindigkeit als universelle Grenzgeschwindigkeit
Die Lichtgeschwindigkeit ist die absolute Grenzgeschwindigkeit im Universum: Materie, Strahlung, Information und Kausalität können diese Geschwindigkeit nicht überschreiten.

### Materielle Objekte

Die Lichtgeschwindigkeit als Grenzgeschwindigkeit massiver Teilchen: Wenn deren Geschwindigkeit gegen die Lichtgeschwindigkeit geht, wächst die Energie über alle Grenzen.

Nach den Gesetzen der speziellen Relativitätstheorie nimmt die totale Energie (Ruheenergie plus kinetische Energie) {\displaystyle E} eines Objekts der Masse {\displaystyle m} gemäß
{\displaystyle E(v)=mc^{2}\cdot \gamma (v)={\frac {m\,c^{2}}{\sqrt {1-v^{2}/c^{2}}}}}
mit der Geschwindigkeit {\displaystyle v} zu. Bei geringer Geschwindigkeit wird vergleichsweise wenig Energie für weitere Beschleunigung benötigt, aber bei Geschwindigkeiten, die einen nennenswerten Bruchteil der Lichtgeschwindigkeit ausmachen („relativistische Geschwindigkeit“), wird der Lorentzfaktor {\textstyle \,\gamma =1/{\sqrt {1-v^{2}/c^{2}}}\,} sehr groß – es sind sehr hohe Energien zur weiteren Beschleunigung erforderlich. Das Objekt kann sich der Lichtgeschwindigkeit beliebig nähern, wird sie aber auch mit noch so hohem Energieaufwand niemals ganz erreichen.

### Masselose Teilchen
Teilchen ohne Masse (Photonen, Gluonen) bewegen sich immer genau mit Lichtgeschwindigkeit. Für Objekte mit oder ohne Masse ist die Lichtgeschwindigkeit also eine Grenze, die nicht überschritten werden kann.

### Kausalität und Information
Die Lichtgeschwindigkeit ist der Skalenfaktor bei der Verbindung von Raum und Zeit. Gegeben seien zwei Ereignisse A und B jeweils an einem Ort {\displaystyle {\vec {x}}} zu einer Zeit {\displaystyle t}. Dann ist entscheidend, wie sich der räumliche Abstand {\displaystyle \Delta {\vec {x}}} zum mit {\displaystyle c} skalierten zeitlichen Abstand {\displaystyle c\Delta t} verhält. Die Werte von {\displaystyle \Delta {\vec {x}}} und {\displaystyle c\Delta t} können zwar je nach gewähltem Inertialsystem (System eines Beobachters) unterschiedlich sein, alle Beobachter sind sich aber immer darüber einig, welcher der drei folgenden Fälle vorliegt:
- {\textstyle |\Delta {\vec {x}}|\,<\,|c\Delta t|\;} (zeitartiger Abstand): B ist von A aus mit Unterlichtgeschwindigkeit erreichbar.
- {\textstyle |\Delta {\vec {x}}|\,=\,|c\Delta t|\;} (lichtartiger Abstand): B ist von A aus nur mit Lichtgeschwindigkeit erreichbar.
- {\textstyle |\Delta {\vec {x}}|\,>\,|c\Delta t|\,} (raumartiger Abstand): B wäre von A aus nur mit Überlichtgeschwindigkeit erreichbar.

In den beiden ersten Fällen – und nur in diesen – ist die zeitliche Reihenfolge von A und B eindeutig bestimmt, unabhängig vom Inertialsystem. Anders ist es im dritten Fall: Hier hängt es vom Inertialsystem des Beobachters ab, ob A für ihn früher oder später eintritt als B (Relativität der Gleichzeitigkeit). Daher kann es in diesem Fall keinen kausalen Zusammenhang zwischen A und B geben.

### Überlichtgeschwindigkeit
In Physik und Astronomie treten in einigen Fällen Geschwindigkeiten > c auf. Dabei handelt es sich aber nicht um echte Überlichtgeschwindigkeit im Sinne von Informationsübertragung:
- Extrem weit entfernte astronomische Objekte entfernen sich mit Überlichtgeschwindigkeit von unserer Galaxis. Der Grund hierfür ist aber keine überlichtschnelle Bewegung im Raum, sondern die Expansion des Raums.
- Manche kosmische Jets scheinen Geschwindigkeiten > c zu haben. Dies ist aber ein geometrischer Effekt der Beobachtung aufgrund unterschiedlich langer Lichtlaufzeit.
- Die Phasen- oder Gruppengeschwindigkeit elektromagnetischer Wellen kann in manchen Fällen > c sein; entscheidend für Informationsübertragung und Kausalität ist aber die Signalgeschwindigkeit.
- Beim quantenmechanischen Tunneleffekt wird die Barriere mit Überlichtgeschwindigkeit durchdrungen (superluminares Tunneln). Aber auch hier ist keine überlichtschnelle Informationsübertragung möglich.

Die Gleichungen der speziellen Relativitätstheorie könnten auch von Teilchen erfüllt werden, die sich stets schneller als mit Lichtgeschwindigkeit bewegen, so genannten Tachyonen. Diese sind aber rein hypothetisch; es gibt keine experimentellen Hinweise auf ihre Existenz.

## Historische Hintergründe

### Spekulationen über Endlichkeit
| Jahr (etwa) | Forscher             | Lichtgeschwindigkeit |
| ----------- | -------------------- | -------------------- |
| 450 v. Chr. | Empedokles           | endlich              |
| 350 v. Chr. | Aristoteles          | unendlich            |
| 100         | Heron von Alexandria | unendlich            |
| 1000        | Avicenna/Alhazen     | endlich              |
| 1350        | Sayana               | endlich              |
| 1600        | Johannes Kepler      | unendlich            |
| 1620        | René Descartes       | unendlich            |
| 1620        | Galileo Galilei      | endlich              |

Die Frage, ob das Licht sich unendlich schnell oder mit endlicher Geschwindigkeit ausbreitet, war bereits in der Philosophie der Antike von Interesse. Licht legt einen Kilometer in nur drei Mikrosekunden zurück. Mit den Beobachtungsmöglichkeiten der Antike und bis zum Mittelalter ist somit unweigerlich ein Lichtstrahl in dem Moment seines Entstehens scheinbar gleichzeitig bereits an seinem Ziel.
Trotzdem glaubte bereits Empedokles (um 450 v. Chr.), Licht sei etwas, das sich in Bewegung befinde und daher Zeit brauche, um Entfernungen zurückzulegen. Aristoteles meinte dagegen, Licht komme von der bloßen Anwesenheit von Objekten her, sei aber nicht in Bewegung. Er führte an, dass die Geschwindigkeit andernfalls so enorm groß sein müsse, dass sie jenseits der menschlichen Vorstellungskraft liege.
Eine altertümliche Vorstellung vom Sehen ging davon aus, dass „Sehstrahlen“ vom Auge emittiert werden. Ein Objekt sollte demnach dann zu sehen sein, wenn diese Lichtstrahlen aus dem Auge darauf träfen. Aufbauend auf dieser Vorstellung, befürwortete auch Heron von Alexandria die aristotelische Theorie. Er führte an, dass die Lichtgeschwindigkeit unendlich groß sein müsse, da man selbst die weit entfernten Sterne sofort sehen kann, sobald man die Augen öffnet.
In der orientalischen Welt war dagegen auch die Idee einer endlichen Lichtgeschwindigkeit verbreitet. Insbesondere folgten die persischen Philosophen und Wissenschaftler Avicenna und Alhazen (beide um das Jahr 1000) dieser Idee, blieben damit aber gegenüber der Anhängerschaft der aristotelischen Theorie in der Minderheit.
Zu Beginn des 17. Jahrhunderts glaubte der Astronom Johannes Kepler, dass die Lichtgeschwindigkeit zumindest im Vakuum unendlich sei, da der leere Raum für Licht kein Hindernis darstelle. Hier scheint schon die Idee auf, dass die Geschwindigkeit eines Lichtstrahls vom durchquerten Medium abhängig sein könnte.
Francis Bacon argumentierte, dass das Licht nicht notwendigerweise unendlich schnell sein müsse, sondern vielleicht nur schneller als wahrnehmbar.
René Descartes ging von einer unendlich großen Lichtgeschwindigkeit aus. Sonne, Mond und Erde liegen während einer Sonnenfinsternis in einer Linie. Descartes argumentierte, dass diese Himmelskörper für einen Beobachter zu diesem Zeitpunkt scheinbar nicht in Reihe stünden, wenn die Lichtgeschwindigkeit endlich sei. Da ein solcher Effekt nie beobachtet wurde, sah er sich in seiner Annahme bestätigt. Descartes glaubte derart stark an eine unendlich große Lichtgeschwindigkeit, dass er überzeugt war, sein Weltbild würde zusammenbrechen, wenn sie endlich wäre.
Dem standen um das Jahr 1700 die Theorien von Isaac Newton und Christiaan Huygens mit endlicher Lichtgeschwindigkeit gegenüber. Newton sah Licht als einen Strom von Teilchen an, während Huygens Licht als eine Welle deutete. Beide konnten das Brechungsgesetz erklären, indem sie die Lichtgeschwindigkeit proportional (Newton) bzw. umgekehrt proportional (Huygens) zum Brechungsindex ansetzten. Newtons Vorstellung galt als widerlegt, seitdem im 19. Jahrhundert Interferenz und Beugung beobachtet und die Geschwindigkeit in Medien gemessen werden konnten.
Da es zu Huygens’ Zeit die erste Messung der Lichtgeschwindigkeit gab, die seiner Meinung nach viel zu hoch war, als dass Körper mit Masse diese erreichen könnten, schlug er mit dem Äther ein elastisches (weder sicht- noch messbares) Hintergrundmedium vor, das die Ausbreitung von Wellen gestatte, ähnlich dem Schall in der Luft.

### Messung der Lichtgeschwindigkeit

Versuchsaufbau des Experiments von Fizeau

Versuchsaufbau des Experiments von Foucault

Galileo Galilei versuchte um 1600 als Erster, die Geschwindigkeit des Lichts mit wissenschaftlichen Methoden zu messen, indem er sich und einen Gehilfen mit je einer Signallaterne auf zwei Hügel mit bekannter Entfernung postierte. Der Gehilfe sollte Galileis Signal unverzüglich zurückgeben. Mit einer vergleichbaren Methode hatte er bereits erfolgreich die Schallgeschwindigkeit bestimmt. Zu seinem Erstaunen verblieb nach Abzug der Reaktionszeit des Gehilfen keine wiederholbar messbare Zeit. Dies änderte sich auch nicht, als die Distanz bis auf maximal mögliche Sichtweite der Laternen erhöht wurde. Isaac Beeckman schlug 1629 eine abgewandelte Version des Versuchs vor, bei der das Licht von einem Spiegel reflektiert werden sollte. Descartes kritisierte solche Experimente als überflüssig, da bereits exaktere Beobachtungen mit Hilfe von Sonnenfinsternissen durchgeführt worden seien und ein negatives Ergebnis geliefert hätten. Dennoch wiederholte die Accademia del Cimento das Experiment. Dabei standen die Lampen etwa eine Meile voneinander entfernt. Wieder konnte keine Verzögerung beobachtet werden. Das schien Descartes’ Annahme einer unendlich schnellen Ausbreitung des Lichts zu bestätigen. Galilei und Robert Hooke deuteten das Ergebnis dagegen so, dass die Lichtgeschwindigkeit so hoch sei, dass sie mit diesem Experiment nicht bestimmt werden konnte.
Der erste Nachweis, dass die Lichtgeschwindigkeit endlich ist, gelang dem dänischen Astronomen Ole Rømer im Jahr 1676. Er fand jahreszeitlich schwankende Laufzeiten für Taktsignale vom Jupiter (Eintritt des Jupitermonds Io in Jupiters Schatten), während diesseitig die Erdrotation als stabile Zeitreferenz diente. Er gab für den Erdbahndurchmesser eine Laufzeit des Lichtes von 22 min an. Der richtige Wert ist kürzer (16 min 38 s). Da Rømer den Durchmesser der Erdbahn nicht kannte, konnte er für die Geschwindigkeit des Lichtes keinen Wert angeben. Dies tat zwei Jahre später Christiaan Huygens. Er bezog die Laufzeitangabe von Rømer auf den von Cassini 1673 zufällig fast richtig angegebenen Durchmesser der Bahn der Erde um die Sonne (siehe Sonnenparallaxe für die schrittweise Verbesserung dieses Wertes) und kam auf eine Lichtgeschwindigkeit von 213.000 km/s.
James Bradley fand 1728 eine andere astronomische Methode, indem er die Schwankungen der Sternpositionen um einen Winkel von 20″ während des Umlaufs der Erde um die Sonne (Aberration) bestimmte. Seine Messungen waren der Versuch, die Parallaxe von Fixsternen zu beobachten, um damit deren Entfernungen zu bestimmen. Daraus berechnete Bradley, dass das Licht {\displaystyle 10\,210}-mal schneller als die Erde bei ihrem Umlauf ist (Messfehler 2 %). Seine Messung (veröffentlicht im Jahr 1729) wurde damals als weiterer Beweis für eine endliche Lichtgeschwindigkeit und – gleichzeitig – für das kopernikanische Weltsystem angesehen. Für die Berechnung der Lichtgeschwindigkeit benötigte er jedoch ebenfalls den Erdbahnradius.
Die erste irdische Bestimmung der Lichtgeschwindigkeit gelang Armand Fizeau mit der Zahnradmethode. Er sandte 1849 Licht durch ein rotierendes Zahnrad auf einen mehrere Kilometer entfernten Spiegel, der es wieder zurück durch das Zahnrad reflektierte. Je nachdem, wie schnell sich das Zahnrad dreht, fällt das reflektierte Licht, das auf dem Hinweg eine Lücke des Zahnrads passiert hat, entweder auf einen Zahn, oder es gelangt wieder durch eine Lücke, und nur dann sieht man es. Fizeau kam damals auf einen um 5 % zu großen Wert.
Léon Foucault verbesserte 1850 die Methode weiter, indem er mit der Drehspiegelmethode die Messstrecken deutlich verkürzte. Damit konnte er erstmals die Materialabhängigkeit der Lichtgeschwindigkeit nachweisen: Licht breitet sich in anderen Medien langsamer aus als in Luft. Im Experiment fällt Licht auf einen rotierenden Spiegel. Von diesem wird es auf einen festen Spiegel abgelenkt, wo es zurück auf den rotierenden Spiegel reflektiert wird. Da sich der Drehspiegel aber inzwischen weiter gedreht hat, wird der Lichtstrahl nun nicht mehr auf den Ausgangspunkt reflektiert. Durch Messung der Verschiebung des Punktes ist es bei bekannter Drehfrequenz und bekannten Abständen möglich, die Lichtgeschwindigkeit zu bestimmen. Foucault veröffentlichte sein Ergebnis 1862 und gab {\displaystyle c} zu {\displaystyle 298\,000} Kilometer pro Sekunde an.
Simon Newcomb und Albert A. Michelson bauten wiederum auf Foucaults Apparatur auf und verbesserten das Prinzip nochmals. 1926 benutzte Michelson in Kalifornien ebenfalls rotierende Prismenspiegel, um einen Lichtstrahl vom Mount Wilson zum Mount San Antonio und zurückzuschicken. Er erhielt {\displaystyle 299\,796\;{\text{km/s}}}, nur 12 ppm über dem heutigen Wert.
In den 1940er Jahren wurden neue Methoden zur Messung der Lichtgeschwindigkeit entwickelt. Es wurde nun nicht mehr die Zeit gemessen, die das Licht für eine gegebene Strecke benötigte, sondern man maß zugleich Frequenz {\displaystyle \nu } und Wellenlänge {\displaystyle \lambda } elektromagnetischer Strahlung und ermittelte die Lichtgeschwindigkeit gemäß {\textstyle c=\lambda \cdot \nu }.
In den 1970er Jahren wurden die Messungen so präzise, dass sie die Reproduzierbarkeit der Maßeinheit „Meter“ (damals definiert über eine spezielle optische Wellenlänge) übertrafen. Daher beschloss man 1983, den Meter über die Lichtgeschwindigkeit (und die Definition der Sekunde) zu definieren. „Messung“ der Lichtgeschwindigkeit ist seitdem gleichbedeutend mit Realisierung des Meters.
| Jahr      | Forscher                         | Methode                                                                         | Lichtgeschwindigkeit in km/s               |
| --------- | -------------------------------- | ------------------------------------------------------------------------------- | ------------------------------------------ |
| etwa 1620 | Galileo Galilei                  | Zeitverzögerung der Beobachtung von Laternen, die mit der Hand abgedeckt wurden | Mindestens mehrere km/s                    |
| 1676/78   | Ole Rømer / Christiaan Huygens   | Zeitverzögerung bei astronomischen Beobachtungen                                | {\displaystyle 213\,000}                   |
| 1728      | James Bradley                    | Aberration                                                                      | {\displaystyle 301\,000}                   |
| etwa 1775 | ?                                | Venus-Transit 1769                                                              | {\displaystyle 285\,000}                   |
| 1834      | Charles Wheatstone               | Drehspiegelmethode zur Messung der Geschwindigkeit von elektrischem Strom       | {\displaystyle 402\,336}                   |
| 1849      | Armand Fizeau                    | Zahnradmethode                                                                  | {\displaystyle 315\,000}                   |
| 1851      | Léon Foucault                    | Drehspiegelmethode                                                              | {\displaystyle 298\,000\pm 500}            |
| 1865      | James Clerk Maxwell              | Maxwellgleichungen                                                              | {\displaystyle 310\,740}                   |
| 1875      | Alfred Cornu                     | Drehspiegelmethode                                                              | {\displaystyle 299\,990}                   |
| 1879      | Albert A. Michelson              | Drehspiegelmethode                                                              | {\displaystyle 299\,910\pm 50}             |
| 1888      | Heinrich Hertz                   | Frequenz- und Wellenlängenmessung von stehenden Radiowellen                     | {\displaystyle 300\,000}                   |
| 1926      | Albert A. Michelson              | Drehspiegelmethode                                                              | {\displaystyle 299\,796\pm 4}              |
| 1947      | Louis Essen, Albert Gordon-Smith | Elektrischer Hohlraumresonator                                                  | {\displaystyle 299\,792\pm 3}              |
| 1958      | Keith Froome                     | Interferometer                                                                  | {\displaystyle 299\,792{,}5\pm 0{,}1}      |
| 1973      | Boulder-Gruppe am NBS            | Lasermessung                                                                    | {\displaystyle 299\,792{,}4574\pm 0{,}001} |
| 1983      | Definition der CGPM              | Festlegung der Lichtgeschwindigkeit durch Neudefinition des Meters              | {\displaystyle 299\,792{,}458}             |

### Zur Konstanz der Lichtgeschwindigkeit

#### Erste Überlegungen
James Bradley konnte mit seinen Untersuchungen zur Aberration von 1728 nicht nur die Lichtgeschwindigkeit selbst bestimmen, sondern auch erstmals Aussagen über ihre Konstanz treffen. Er beobachtete, dass die Aberration für alle Sterne in der gleichen Blickrichtung während eines Jahres in identischer Weise variiert. Daraus schloss er, dass die Geschwindigkeit, mit der Sternenlicht auf der Erde eintrifft, im Rahmen seiner Messgenauigkeit von etwa einem Prozent für alle Sterne gleich ist.
Um zu klären, ob diese Eintreffgeschwindigkeit davon abhängt, ob sich die Erde auf ihrem Weg um die Sonne auf einen Stern zu oder von ihm weg bewegt, reichte diese Messgenauigkeit allerdings nicht aus. Diese Frage untersuchte zuerst François Arago 1810 anhand der Messung des Ablenkwinkels von Sternenlicht in einem Glasprisma. Nach der damals akzeptierten Korpuskulartheorie des Lichtes erwartete er eine Veränderung dieses Winkels in einer messbaren Größenordnung, da sich die Geschwindigkeit des einfallenden Sternenlichts zu der Geschwindigkeit der Erde auf ihrem Weg um die Sonne addieren sollte. Es zeigten sich jedoch im Jahresverlauf keine messbaren Schwankungen des Ablenkwinkels. Arago erklärte dieses Ergebnis mit der These, dass Sternenlicht ein Gemisch aus verschiedenen Geschwindigkeiten sei, während das menschliche Auge daraus nur eine einzige wahrnehmen könne. Aus heutiger Sicht kann seine Messung jedoch als erster experimenteller Nachweis der Konstanz der Lichtgeschwindigkeit betrachtet werden.
Mit dem Aufkommen der Vorstellung von Licht als Wellenphänomen formulierte Augustin Fresnel 1818 eine andere Interpretation des Arago-Experiments. Danach schloss die Analogie zwischen mechanischen Wellen und Lichtwellen die Vorstellung ein, dass sich Lichtwellen in einem gewissen Medium ausbreiten müssen, dem sogenannten Äther, so wie sich auch Wasserwellen im Wasser ausbreiten. Der Äther sollte dabei den Bezugspunkt für ein bevorzugtes Inertialsystem darstellen. Fresnel erklärte das Ergebnis von Arago durch die Annahme, dass dieser Äther im Inneren von Materie teilweise mitgeführt werde, in diesem Fall im verwendeten Prisma. Dabei würde der Grad der Mitführung in geeigneter Weise vom Brechungsindex abhängen.

#### Michelson-Morley-Experiment

Schematischer Aufbau des Michelson-Morley-Experiments

1887 führten Albert A. Michelson und Edward W. Morley ein bedeutsames Experiment zur Bestimmung der Geschwindigkeit der Erde relativ zu diesem angenommenen Äther durch. Dazu wurde die Abhängigkeit der Lichtlaufzeiten vom Bewegungszustand des Äthers untersucht. Das Experiment ergab wider Erwarten stets die gleichen Laufzeiten. Auch Wiederholungen des Experiments zu verschiedenen Phasen des Erdumlaufs um die Sonne führten stets zu dem gleichen Ergebnis. Eine Erklärung anhand einer weiträumigen Äthermitführung durch die Erde als Ganzes scheiterte daran, dass es in diesem Fall keine Aberration bei Sternen senkrecht zur Bewegungsrichtung der Erde gäbe.
Eine mit der maxwellschen Elektrodynamik verträgliche Lösung wurde mit der von George FitzGerald und Hendrik Lorentz vorgeschlagenen Längenkontraktion erreicht. Lorentz und Henri Poincaré entwickelten diese Hypothese durch Einführung der Zeitdilatation weiter, wobei sie dies jedoch mit der Annahme eines hypothetischen Äthers kombinierten, dessen Bewegungszustand prinzipiell nicht ermittelbar gewesen wäre. Das bedeutet, dass in dieser Theorie die Lichtgeschwindigkeit „real“ nur im Äthersystem konstant ist, unabhängig von der Bewegung der Quelle und des Beobachters. Das heißt unter anderem, dass die maxwellschen Gleichungen nur im Äthersystem die gewohnte Form annehmen sollten. Dies wurde von Lorentz und Poincaré jedoch durch die Einführung der Lorentz-Transformation so berücksichtigt, dass die „scheinbare“ Lichtgeschwindigkeit auch in allen anderen Bezugssystemen konstant ist und somit jeder von sich behaupten kann, im Äther zu ruhen. (Die Lorentz-Transformation wurde also nur als mathematische Konstruktion interpretiert, während Einstein (1905) auf ihrer Grundlage alle bisherigen Vorstellungen über die Struktur der Raumzeit revolutionieren sollte, siehe unten). Poincaré stellte noch 1904 fest, das Hauptmerkmal der lorentzschen Theorie sei die Unüberschreitbarkeit der Lichtgeschwindigkeit für alle Beobachter, unabhängig von ihrem Bewegungszustand relativ zum Äther (siehe lorentzsche Äthertheorie). Das bedeutet, auch für Poincaré existierte der Äther.
Jedoch war eine Theorie, in der das Äthersystem zwar als existent angenommen wurde, aber unentdeckbar blieb, sehr unbefriedigend. Eine Lösung des Dilemmas fand Einstein 1905 mit der Speziellen Relativitätstheorie, indem er die konventionellen Vorstellungen von Raum und Zeit aufgab und durch das Relativitätsprinzip und die Lichtkonstanz als Ausgangspunkte bzw. Postulate seiner Theorie ersetzte. Diese Lösung war formal identisch mit der Theorie von H. A. Lorentz, jedoch kam sie wie bei einer Emissionstheorie ganz ohne „Äther“ aus. Die Lichtkonstanz entnahm er dem lorentzschen Äther, wie er 1910 ausführte, wobei er im Gegensatz zu Poincaré und Lorentz erklärte, dass gerade wegen der Gleichberechtigung der Bezugssysteme und damit der Unentdeckbarkeit des Äthers der Ätherbegriff überhaupt sinnlos sei. 1912 fasste er dies so zusammen:

„Es ist allgemein bekannt, dass auf das Relativitätsprinzip allein eine Theorie der Transformationsgesetze von Raum und Zeit nicht gegründet werden kann. Es hängt dies bekanntlich mit der Relativität der Begriffe ‚Gleichzeitigkeit‘ und ‚Gestalt bewegter Körper‘ zusammen. Um diese Lücke auszufüllen, führte ich das der H. A. Lorentzschen Theorie des ruhenden Lichtäthers entlehnte Prinzip der Konstanz der Lichtgeschwindigkeit ein, das ebenso wie das Relativitätsprinzip eine physikalische Voraussetzung enthält, die nur durch die einschlägigen Erfahrungen gerechtfertigt erschien (Versuche von Fizeau, Rowland usw.).“

Die Unabhängigkeit der Lichtgeschwindigkeit von der Geschwindigkeit des Bezugssystems ist also eine der Grundlagen der Relativitätstheorie.

#### Unabhängigkeit von der Quelle
Mit dem Michelson-Morley-Experiment wurde zwar die Konstanz der Lichtgeschwindigkeit für einen mit der Lichtquelle mitbewegten Beobachter bestätigt, jedoch keineswegs für einen nicht mit der Quelle mitbewegten Beobachter. Denn das Experiment kann auch mit einer Emissionstheorie erklärt werden, wonach die Lichtgeschwindigkeit in allen Bezugssystemen lediglich konstant relativ zur Emissionsquelle ist (das heißt, in Systemen, wo sich die Quelle mit ±v bewegt, würde sich das Licht folglich mit c ± v ausbreiten). Auch Albert Einstein zog vor 1905 eine solche Hypothese kurz in Betracht, was auch der Grund war, dass er in seinen Schriften das MM-Experiment zwar immer als Bestätigung des Relativitätsprinzips, aber nicht als Bestätigung der Lichtkonstanz verwendete.
Jedoch würde eine Emissionstheorie eine völlige Reformulierung der Elektrodynamik erfordern, wogegen der große Erfolg von Maxwells Theorie sprach. Die Emissionstheorie wurde auch experimentell widerlegt. Beispielsweise müssten die von der Erde aus beobachteten Bahnen von Doppelsternen bei unterschiedlichen Lichtgeschwindigkeiten verzerrt ausfallen, was jedoch nicht beobachtet wurde. Beim Zerfall von sich mit annähernd {\displaystyle c} bewegenden π0-Mesonen hätten die dabei entstehenden Photonen die Geschwindigkeit der Mesonen übernehmen und sich annähernd mit doppelter Lichtgeschwindigkeit bewegen sollen, was jedoch nicht der Fall war. Auch der Sagnac-Effekt demonstriert die Unabhängigkeit der Lichtgeschwindigkeit von der Bewegung der Quelle. Alle diese Experimente finden ihre Erklärung in der Speziellen Relativitätstheorie, die u. a. aussagt: Licht überholt nicht Licht.

#### Variable Lichtgeschwindigkeit und Konstanz im beobachtbaren Universum
Obwohl die Konstanz der Lichtgeschwindigkeit experimentell nachgewiesen wurde, gibt es bis jetzt keine ausreichend überzeugende Erklärung für ihre Konstanz und ihren speziellen Wert. Die Schleifenquantengravitation behauptet, dass die Geschwindigkeit des einzelnen Photons nicht als Konstante definiert werden kann, sondern dass ihr Wert von der Photonfrequenz abhängt. Es gibt Theorien, dass die Lichtgeschwindigkeit sich mit dem Alter des Universums ändert und dass sie im frühen Universum nicht konstant war. Albrecht und Magueijo zeigen, dass die kosmologischen Evolutionsgleichungen zusammen mit einer variablen Lichtgeschwindigkeit die Probleme des Horizonts, der Flachheit und der kosmologischen Konstante lösen können.  Die Annahme einer Raumzeit mit drei Raum- und zwei Zeitdimensionen gibt eine natürliche Erklärung für die Konstanz der Lichtgeschwindigkeit im beobachtbaren Universum und auch dafür, dass die Lichtgeschwindigkeit im frühen Universum variierte.